# Durostorum

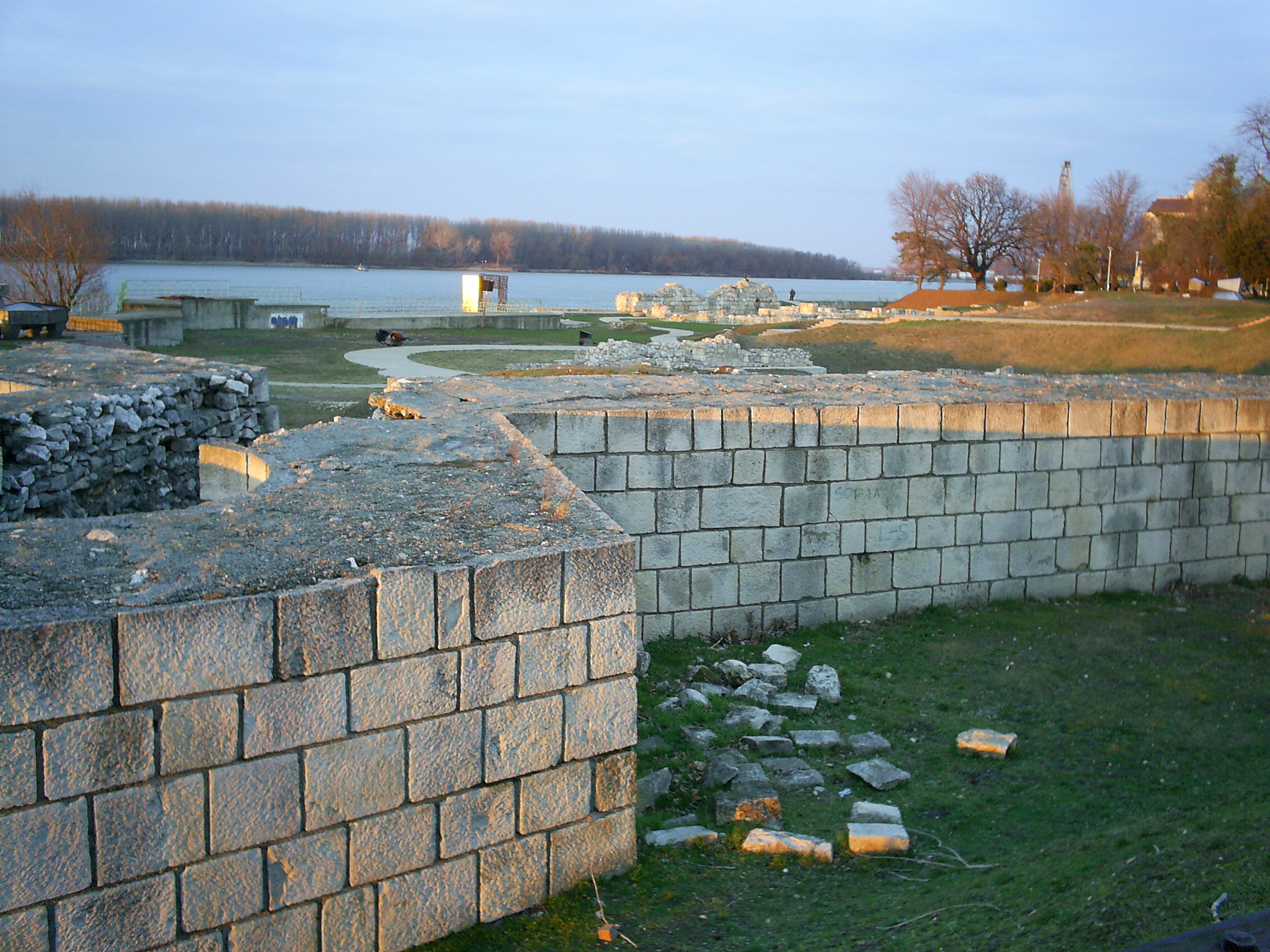
Ziduri (reconstituite) ale cetății romane Durostorum

Cetatea Durostorum a fost o importantă cetate și oraș roman pe malul drept al Dunării, între cetățile Sucidava și Axiopolis. 
Astăzi, în apropiere, se află localitatea bulgară Silistra și localitatea românească Ostrov, din județul Constanța.